# Gornji Kovačići
Rubna novosarajevska mjesna zajednica Gornji Kovačići graniči s mjesnim zajednicama Grbavica I, Kovačići, Vraca, Općinom Centar, te s istočnosarajevskom  općinom Istočno Novo Sarajevo. To je padinsko naselje u okviru kojega se nalazi izuzetno vrijedan kulturni spomenik iz 17. stoljeća – Staro židovsko groblje, djelomično oštećen tijekom rata 1992. – 1995. godine.

## Vanjske poveznice
- Gornji Kovačići